# Mekarmulya (Talegong)
Mekarmulya is een bestuurslaag in het regentschap Garut van de provincie West-Java, Indonesië. Mekarmulya telt 3511 inwoners (volkstelling 2010).